# 楽経
楽経（がっけい）とは、儒教で大切にされる六経（りっけい）の一つ。
儒家の経典。音楽について述べたというが伝わらず、秦の焚書で失われたとも、本来なかったともされる。五経とあわせて六経とする。
秦の始皇帝の焚書坑儒により現在に伝わらないと言われている。ただし、その内容には異論があり、もともと儀礼に付けられた儀式音楽そのものであったという説、『詩経』に付けられた音楽そのものであったという説と、音楽理論に関する書物であって古くに亡佚したという説がある。『楽経』の注釈書である「楽記」（がっき）は前漢の戴聖によって『礼記』に収められている。